# 이대영 (성우)
이대영은 대한민국의 성우이다. 1987년 CBS 15기로 입사했으며 기독교방송 성우극회 소속.

## 주요 출연작품

### 영화
- 폴리스 스토리 3(SBS) - 장군(나열)
- 영웅본색 3(SBS) - 군인(왕지학)
- 데몰리션 맨(SBS) - 경찰(트로이 에반스)
- 용형마교(SBS) - 도둑(잠소웅)
- 레미제라블 (SBS) - 콩브페르(크리스티앙 베네데티)
- 천녀유혼 2(SBS) - 도적(오국건)
- 천녀유혼 3(SBS)
- 사랑의 스타디움(SBS)
- 워터월드(SBS)
- 사라의 미로여행(SBS)
- 에일리언3(SBS)

### 드라마 출연
- 독도 수비대 (MBC)